# Los Altos
För andra betydelser, se Los Altos (olika betydelser).
Los Altos (Högländerna på spanska) var ett område i Centralamerika, som lades till som en sjätte stat till Centralamerikanska federationen på 1830-talet. Huvudstaden var Quetzaltenango och staten upptog den västra delen av nuvarande Guatemala och delar av den nuvarande mexikanska delstaten Chiapas. 
Staten hade sitt ursprung i de politiska motsättningar mellan Guatemala City å ena sidan och Quetzaltango och andra delar av Centralamerika å andra sidan. Frågan om en utbrytning från Guatemala blev aktuell kort efter Centralamerikas självständighet från Spanien 1821. Utrymme för en separat stat gavs av den Federala konstitutionella församlingen i november 1824, men det förekom omfattande protester mot separationen i Guatemala City.
Los Altos självständighet från Guatemala utropades officiellt den 2 februari 1838. Den federala regeringen erkände Los Altos som den sjätte medlemsstaten i unionen och representanter från Los Altos tog plats i den fedrala kongressen den 5 juni samma år. Los Altos flagga var en modifikation av den Centralamerikanska unionsflaggan med ett sigill i centrum avbildande en vulkan i bakgrunden och i förgrunden en quetzal-fågel, som symboliserade frihet. Det var den första centralamerikanska flaggan som avbildade quetzalen. Sedan 1871 finns symbolen även på Guatemalas flagga.
Los Altos förklarade sig som en självständig stat när inbördeskrig utbröt i federationen. Quetzaltenango och mycket av Los Altos togs med våld tillbaka av Guatemala under ledning av Rafael Carreras armé år 1840. Den 2 april 1840 avrättades större delen av de tillfångatagna regeringstrogna personerna på Carreras order. Delar av norra Los Altos annekterades av Mexico.
1844, 1848 och 1849 utfördes revolter mot Carreras diktatur för att utropa Los Altos som självständigt.
Området runt Quetzaltenango i Guatemala kallas än i dag för Los Altos. Även den mexikanska delen kallas för Los Altos de Chiapas.